# Jazze Pha
Phalon Alexander, pseud. Jazze Pha (ur. 1975 w Memphis, Tennessee) – amerykański producent muzyczny, piosenkarz i raper.

## Kariera
Jego znakiem rozpoznawczym jest wykrzykiwanie frazy "Ladies and Gentlemen!" lub "This is a Jazze Phizzle production!" na utworach, które wyprodukował.
Pierwszym hitem Jazzego był utwór "Sho Nuff".
Po raz pierwszy zajął się produkcją utworów przy współpracy z Geraldem Levertem, Keithem Sweatem i Johnnym Gillem na pierwszym albumie grupy LSG gdzie wyprodukował "Let A Playa Get His Freak On", było to w 1997.
Ponadto współpracował z takimi artystami jak Nelly, Ludacris, Trick Daddy, T.I., Big Boi i Lil Wayne. Przyczynił się również do sukcesu piosenkarki R&B Ciary przyciągając uwagę do jej debiutanckiego albumu Goodies. Utwór "1, 2 Step", na którym gościnnie wystąpiła Missy Elliott, został wyprodukowany właśnie przez niego i okazał się światowym hitem.

## Życie prywatne
Ojcem producenta był basista Bar-Kays, James Alexander. Otrzymał imię po Phalonie Jonesie, członku grupy jego ojca. Jego matką jest doświadczona wokalistka Denise Williams, ale wbrew powszechnemu przekonaniu nie jest to przewodząca listom przebojów piosenkarka R&B i gospel, Deniece "Niecy" Williams.